# Barichneumon submontanus
Barichneumon submontanus är en stekelart som beskrevs av Heinrich 1951. Barichneumon submontanus ingår i släktet Barichneumon och familjen brokparasitsteklar. Inga underarter finns listade.